# Saguinus kulina
Saguinus kulina (engl. Kulinas’ tamarin) ist eine Primatenart aus der Familie der Krallenaffen (Callitrichidae), die im westlichen, brasilianischen Amazonasbecken zwischen dem rechten Ufer des Rio Juruá und dem linken Ufer des Rio Tefé vorkommt. Sie gehört zur engeren Verwandtschaft des Schnurrbarttamarins (mystax-Artengruppe), wurde erst Anfang 2023 wissenschaftlich beschrieben und nach den Kulina benannt, einem indigenen, isoliert lebendem Volk im Verbreitungsgebiet der Art.

## Merkmale
Wie alle Krallenaffen ist Saguinus kulina ein relativ kleiner Primat, genaue Maße liegen jedoch nicht vor. Die Färbung ist überwiegend schwarz, schwärzlich oder schwarzbraun. Kehle, Brust und Schwanz sind völlig schwarz, der Vorderkopf ist etwas heller schwärzlich, die Kopfoberseite ist schwarzbraun. Die Nase und die Region um das Maul sind weiß, die nicht behaarten Bereiche von Maul und Nase sind hell rosa. Die Schultern, der Rücken, Arme und Beine sind schwarzbraun. Diese Färbung wird durch eine gelbe Zone direkt unterhalb der Spitze in den ansonsten schwarzen Haaren hervorgerufen. Die Oberseiten von Händen und Füßen sind schwarz. Die äußeren Genitalien sind unpigmentiert und spärlich weiß behaart. Mit dieser Färbung ist Saguinus kulina leicht mit dem Schnurrbarttamarin zu verwechseln, ist aber insgesamt dunkler gefärbt als letzterer.

## Lebensraum und Lebensweise
Nähere Angaben zum Lebensraum und zur Lebensweise wurde in der Erstbeschreibung nicht gemacht.

## Systematik
Saguinus kulina gehört zur Familie der Krallenaffen (Callitrichidae) und innerhalb dieser Familie zur Gruppe der Tamarine, die sich durch Gebissmerkmale von der zweiten Krallenaffengruppe, den Marmosetten unterscheiden. Die kleine Affenart wurde im Januar 2023 als eine eigenständige, sich vom Schnurrbarttamarin und von seiner Schwesterart, dem Rotkappentamarin (Saguinus pileatus) unterscheidende Art beschrieben. Die drei Arten sind jedoch nah miteinander verwandt und bilden mit drei weiteren Arten, dem Kaiserschnurrbarttamarin (Saguinus imperator), dem Marmorgesichttamarin (Saguinus inustus) und dem Rotbauchtamarin (Saguinus labiatus), die mystax-Artengruppe innerhalb der Gattung Saguinus.